# Діокл (міфологія)
Діокл (дав.-гр. Διοκλῆς) — персонажі давньогрецької міфології:
- Діокл — цар міста Фери, у якого на ніч отримав притулок Телемах на шляху з Пілоса в Спарту і назад, коли він їздив разом з сином Нестора Пісістратом до Менелая за відомостями про свого батька Одіссея.
- Діокл — один з перших священиків Деметри, хто пізнав таємниці елевсінських таємниць разом з Триптолемом і Поліксеном. За те, що Діокл невтомно шукав зниклу дочку Деметри Персефону, яку вкрав Аїд, вдячна богиня навчила його таємниць свого культу і містерій.
- Діокл — цар Мегари, до якої він втік з Афін. Він був відомий своєю любов'ю до хлопчиків; був убитий у битві, оскільки він закрив свого коханця власним щитом. Люди Мегари поховали Діокла і шанували його як героя, а також провели його, присвячений цілуванню.
- Діокл — цар Мегари, якого скинув Тесей. Ймовірно, це той вищеназваний Діокл, про якого джерела вказують, що він втік з Афін.